# Ласло Тороцкаї
Ласло Тороцкаї (угор. Toroczkai László нар. 10 травня 1978 року, Сегед) — угорський ультраправий політик, журналіст, лідер партії «Наша Батьківщина», мер Ашоттхалома. Також є депутатом Парламентської асамблеї Ради Європи. Один із засновників молодіжної організації HVIM, національно-радикального руху Hunnia, є колишнім віце-президентом партії «Йоббік». З 2002 по 2013 рік працював головним редактором газети Magyar Jelen.

## Біографія
Народився 10 травня 1978 року в Сегеді. Вивчав комунікації в Сегедському університеті.
У 1998 році вступив до Партії угорської правди і життя (MIÉP), а в тому ж році став депутатом в угорському парламенті. У 1998—2001 роках був кореспондентом парламентської фракції партії MIÉP. У 1998—1999 роках під час війни та бомбардувань НАТО в Косові та на Воєводіні висвітлював про події як журналіст-кореспондент. 2001 року залишив партію MIÉP.
У 2001—2013 роках був одним із лідерів ультраправого «Молодіжного руху 64-х регіонів», пішов у відставку з цієї посади, коли був обраний мером міста Ашоттхалом.
У 2004 році Торочкай був вигнаний з Сербії після того, як він брав участь у бійці з групою сербів у селі Палич. У 2006 році влада Словаччини також заборонила йому в'їзд в країну на п'ять років через демонстрації, які він організував перед МВС Словаччини. Він став загальнонаціонально відомим політичним діячем під час протестів 2006 року в Угорщині, особливо завдяки своїй ролі в облозі штаб-квартири Magyar Televízió, угорського громадського телебачення.
У 2008 році, при спробі відвідати подію на запрошення угорських канадців, був заарештований в аеропорту Торонто й депортований з Канади через підозри в тероризмі.
З 2010 року депутат обласної ради Чонграда на виборах 2010 та 2014 роках очолив передвиборчий список кандидатів в області Чонград від парламентської партії «За кращу Угорщину» (Йоббік), незважаючи на те, що не був членом цієї партії.
У 2013 році як незалежний кандидат був обраний мером міста Ашоттхалом з 71,5 % голосів, а 2014 року був переобраний. На посаді відзначився забороною публічно підтримувати права ЛГБТ та практикувати іслам у місті.
На початку 2015 року був ініціатором зведення паркану на південних рубежах Угорщини для перешкоджання потоку мігрантів.
2016 року на запрошення керівника «Йоббік» Габора Вони став його заступником. Після парламентських виборів 2018 року претендував на керівництво партією, але програв Тамашу Шнайдеру, набравши 46,2 % із традиційною ультраправою платформою. У результаті створив власну національну партію — рух «Наша Батьківщина».
На парламентських виборах 2022 року його партія перевищила 5 % бар'єр і потрапила до парламенту з 6 % голосів, отримавши 7 місць.
11 листопада 2022 року, вітаючи Польщу із Днем Незалежності, побажав «знову зустрітися на спільному польсько-угорському кордоні», натякаючи на захоплення Угорщиною Закарпаття у 1939 році. МЗС України назвало заяву неприйнятною й закликало уряд Угорщини засудити висловлювання. У січні 2024 року прямо оголосив територіальні претензії до України: «якщо державність України припинить своє існування в результаті війни, Mi Hazank претендуватиме на Закарпаття як єдина парламентська партія».

## Особисте життя
Тріанонський договір сильно вплинув на його сім'ю. Предки з боку матері були вигнані з Риметеї та Клуж-Напоки; предки з боку батька були вигнані з Сомбора та Оджацей.
У Ласло Тороцкая 3 дітей. Був двічі одружений.